# Geckolepis
Geckolepis – rodzaj jaszczurek z rodziny gekonowatych (Gekkonidae).

## Zasięg występowania
Rodzaj obejmuje gatunki występujące na Komorach, Majotcie i Madagaskarze.

## Systematyka

### Etymologia
Geckolepis: nowołac. gecco, gecko lub gekko nazwa stosowana do rodzaju jaszczurek, wśród których niektóre gatunki kraczą lub ćwierkają, stąd nazwa ‘gecko’, od mal. gēkok; λεπις lepis, λεπιδος lepidos ‘łuska, płytka’, od λεπω lepō ‘łuszczyć’.

### Podział systematyczny
Do rodzaju należą następujące gatunki:
- Geckolepis humbloti Vaillant, 1887
- Geckolepis maculata Peters, 1880
- Geckolepis megalepis Scherz, Daza, Köhler, Vences & Glaw, 2017
- Geckolepis polylepis Boettger, 1893
- Geckolepis typica Grandidier, 1867